# Eslora
En náutica, la eslora es la dimensión de un barco tomada a lo largo del eje de proa hasta popa; también puede ser un elemento paralelo a dicho eje (por ejemplo, la eslora de escotilla), o dicho más sencillamente: el largo total del mismo.
Esta distancia se mide paralelamente a la línea de agua de diseño, entre dos planos perpendiculares a línea de crujía; un plano pasa por la parte más saliente a popa de la embarcación y el otro por la parte más saliente a proa de la embarcación.
Se incluyen todas las partes estructurales o integrales como son proas o popas, amuradas y uniones de casco con cubierta. Se excluye el púlpito de proa, en cuyo caso, el plano de referencia pasa por el punto de intersección de la cubierta con la roda. Asimismo, se excluyen todas las partes desmontables que puedan serlo de forma no destructiva y sin afectar a la integridad estructural de la embarcación.

## Tipos
La teoría del buque distingue entre:
- Eslora de flotación es la longitud del eje longitudinal del plano de flotación considerado. La eslora de flotación está relacionada con las capacidades de navegación del navío. En particular, determina la velocidad máxima que puede alcanzar un navío con casco de desplazamiento. (ing. LWL: Length Water Line).
- Eslora entre perpendiculares es la distancia entre la perpendicular de proa (Ppr) y la perpendicular de popa (Ppp). (ing. LBP: Length Between Perpendiculars).
- Eslora máxima es la distancia entre las perpendiculares a la flotación máxima, trazadas por los puntos más salientes en la proa y en la popa,
- Eslora total es la tomada entre los dos puntos más extremos del navío. La eslora total se usa para efectos civiles (cálculo de primas de seguro, etc.) y para determinar el espacio necesario para atracar en un muelle y otras aplicaciones similares. (ing. LOA: Length Over All).
- Eslora de cubierta es la utilizada para distinguir entre la eslora de un buque, incluidas las proyecciones (por ejemplo, los bauprés de proa, etc.) y la longitud del casco en sí, y que informa de la eslora en cubierta o LOD. Esto es especialmente útil para los veleros más pequeños, ya que su eslora total puede ser significativamente diferente de su LOD (ing: Length on Deck).[1][2]
- En la norma ISO 8666 para embarcaciones pequeñas, existe una definición de LOH (en ing: length of hull), o longitud del casco.[3] Esta medida puede ser menor que la eslora de un buque, porque excluye otras partes unidas al casco, como los bauprés.

Todas las medidas longitudinales a bordo reciben el nombre de eslora, por tanto se habla de eslora de una escotilla o de una bodega, etc.

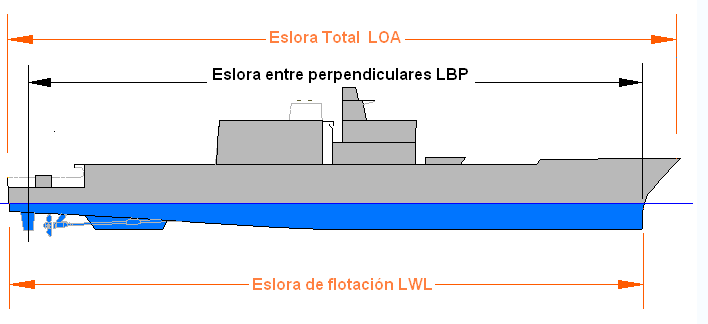
Diferentes esloras en un navío.